# 中华人民共和国最高人民检察院
中华人民共和国最高人民检察院（简称最高检、高检院）是中华人民共和国的最高检察机关和最高法律监督机关，领导地方各级人民检察院和专门人民检察院的工作。最高人民检察院和最高人民法院并称“两高”，同属中华人民共和国司法机关。
依据宪法，最高人民检察院由全国人民代表大会产生，对全国人大及其常委会负责并受其监督。最高人民检察院检察长由全国人大选举产生，代表最高人民检察院向全国人大汇报工作。全国人大有权罢免最高人民检察院检察长。根据最高人民检察院检察长的提请，全国人大常委会任免最高人民检察院副检察长、检察员、检察委员会委员和军事检察院检察长，并且批准省、自治区、直辖市的人民检察院检察长的任免。

## 沿革
1949年10月22日，成立中央人民政府最高人民检察署。
1954年，第一届全国人民代表大会依照《中华人民共和国宪法》，决定设立中华人民共和国最高人民检察院。1968年，由于检察机关在文革中受到冲击，最高人民检察院建制撤销，设机关留守组，检察职责交由中华人民共和国公安部行使。
1978年，恢复设置中华人民共和国最高人民检察院，作为最高国家检察机关，初期暂时寄居中共中央办公厅厂桥招待所，后迁入北河沿大街147号北京大学法学院旧址（与民政部共用）。1980年9月29日，林彪、江青反革命集团案审理期间，最高人民检察院设立特别检察厅对该案进行检察起诉。
2000年，最高人民检察院机关加强并完善了法律赋予的审判检察职能，调整规范了党务、政工机构。最高人民检察院新设、分设了职务犯罪预防厅、控告检察厅和刑事申诉检察厅，强化了内部监督制约机制，加强了预防职务犯罪和反腐败力度。至此，最高人民检察院除办公厅、政治部外，设置侦查监督厅、公诉厅、反贪污贿赂总局、渎职侵权检察厅、职务犯罪预防厅、刑事执行检察厅、民事行政检察厅、控告检察厅、刑事申诉检察厅、铁路运输检察厅、法律政策研究室、案件管理办公室、公诉二厅、监察局、国际合作局、计划财务装备局、机关党委、离退休干部局、司法体制改革领导小组办公室、新闻办公室、未成年人检察工作办公室等内设机构。
2018年3月17日，第十三届全国人民代表大会第一次会议通过《第十三届全国人民代表大会第一次会议关于国务院机构改革方案的决定》，批准《国务院机构改革方案》。方案规定：“监察部并入新组建的国家监察委员会。国家预防腐败局并入国家监察委员会。不再保留监察部、国家预防腐败局。”最高人民检察院反贪污贿赂总局、渎职侵权检察厅、职务犯罪预防厅建制撤销，相应职责划入国家监察委员会。
2018年12月，最高人民检察院进行机构改革，重新调整组建了10个检察业务机构，按数序统一命名，分别为第一至第十检察厅。按照案件类型重新组建4个专业化刑事办案机构，为第一至第四检察厅，分别负责普通犯罪、重大犯罪、职务犯罪、经济犯罪案件的办理和对下指导；调整刑事执行检察厅职能，将司法工作人员利用职权实施的非法拘禁、刑讯逼供、非法搜查等14个罪名案件的侦查职责划入，为第五检察厅；设立民事检察、行政检察机构，为第六检察厅和第七检察厅；专设公益诉讼检察机构，为第八检察厅；设立专门未成年人检察机构，为第九检察厅；将控告检察厅、申诉检察厅合并设立为第十检察厅。此外，撤销铁路运输检察厅，其原有部分职能继续由其他业务厅行使。重新组建最高检办公厅，将原最高检新闻办的信息公开与新闻发布职能划入，不再保留最高检新闻办。将原司法体制改革领导小组办公室整合到法律政策研究室。

## 职责
根据《中华人民共和国宪法》《中华人民共和国人民检察院组织法》等相关法律以及《最高人民检察院职能配置、内设机构和人员编制规定》，作为国家最高检察机关和最高法律监督机关，最高人民检察院承担以下职责：
1. 深入贯彻习近平新时代中国特色社会主义思想，深入贯彻党的路线方针政策和部署，统一检察机关思想和行动，坚持党对检察工作的绝对领导，坚决维护习近平总书记党中央的核心、全党的核心地位，坚决维护党中央权威和集中统一领导。
2. 依法向全国人民代表大会及其常务委员会提出议案，向全国人民代表大会常务委员会提出法律解释要求，向全国人民代表大会常务委员会提出对行政法规、地方性法规、自治条例和单行条例是否符合宪法和法律进行审查的要求。
3. 领导地方各级人民检察院和专门人民检察院的工作。对下级检察院相关业务进行指导，研究制定检察工作方针、总体规划，部署检察工作任务。
4. 依照法律规定对由最高人民检察院直接受理的刑事案件行使侦查权，领导地方各级人民检察院和专门人民检察院开展对依照法律规定由人民检察院直接受理的刑事案件的侦查工作。
5. 对全国性的重大刑事案件依法审查批准逮捕、决定逮捕、提起公诉，领导地方各级人民检察院和专门人民检察院开展对刑事犯罪案件的批准逮捕、决定逮捕、提起公诉工作。
6. 负责应由最高人民检察院承办的刑事、民事、行政诉讼活动及刑事、民事、行政判决和裁定等生效法律文书执行的法律监督工作。
7. 负责应由最高人民检察院承办的提起公益诉讼工作，领导地方各级人民检察院和专门人民检察院开展提起公益诉讼工作。
8. 对最高人民法院的死刑复核活动实行监督。
9. 对省级人民检察院报请核准追诉的案件进行审查、决定是否追诉。
10. 负责应由最高人民检察院承办的对监狱、看守所等执法活动的法律监督工作，领导地方各级人民检察院和专门人民检察院开展对监狱、看守所等执法活动的法律监督工作。
11. 受理向最高人民检察院的控告申诉，领导地方各级人民检察院和专门人民检察院的控告申诉检察工作。
12. 对地方各级人民检察院和专门人民检察院在行使检察权中作出的决定进行审查，纠正错误决定。
13. 对属于检察工作中具体应用法律的问题进行解释，发布指导性案例。
14. 指导全国检察机关的理论研究工作。
15. 负责检察机关队伍建设和思想政治工作。领导各级人民检察院和专门人民检察院依法管理检察官及其他检察人员的工作，协同中央主管部门管理人民检察院的机构设置及人员编制，制定相关人员管理办法，组织指导检察机关教育培训工作。
16. 协同中央主管部门管理和考核省、自治区、直辖市人民检察院和专门人民检察院的检察长，协同省级党委管理和考核省、自治区、直辖市人民检察院和专门人民检察院的副检察长。
17. 领导地方各级人民检察院和专门人民检察院的检务督察工作。
18. 规划和指导全国检察机关的财务装备工作，指导全国检察机关的检察技术信息工作。
19. 组织检察机关的对外交流合作，开展有关国际司法协助工作。
20. 负责其他应当由最高人民检察院承办的事项。

### 司法解释
最高人民检察院司法解释，又称检察解释，是中华人民共和国法律体系中的一种法律渊源。依据《中华人民共和国人民检察院组织法》第二十三条、《中华人民共和国立法法》第一百一十九条之规定，“最高人民检察院可以对属于检察工作中具体应用法律的问题进行解释”（即检察解释），“最高人民法院、最高人民检察院作出的属于审判、检察工作中具体应用法律的解释，应当主要针对具体的法律条文，并符合立法的目的、原则和原意”，司法解释应报全国人大常委会备案审查。根据《最高人民检察院司法解释工作规定》，最高人民检察院发布的司法解释具有法律效力，人民检察院在起诉书、抗诉书、检察建议书等法律文书中，需要引用法律和司法解释的，应当先援引法律，后援引司法解释。

### 指导性案例
依据《中华人民共和国人民检察院组织法》第二十三条之规定，“最高人民检察院可以发布指导性案例”。根据《最高人民检察院关于案例指导工作的规定》，办理类似案件时，各级人民检察院应当参照相关指导性案例，可以引述指导性案例进行释法说理，但不得作为直接依据。指导性案例虽然不具有法律和司法解释的强制适用效力，但在总结检察实践经验、规范司法办案活动、统一法律适用标准方面具有重要意义。最高人民检察院自2010年起开始发布指导性案例，截至2024年底，最高人民检察院已发布54批共218件指导性案例。

## 机构设置
根据《最高人民检察院职能配置、内设机构和人员编制规定》、《中共中央办公厅、国务院办公厅关于调整最高人民检察院机构编制的通知》（厅字〔2018〕44号），最高人民检察院内设机构为正司局级。最高人民检察院设置下列机构：

### 业务决策机构
- 最高人民检察院检察委员会
- 最高人民检察院检察官惩戒委员会

### 内设机构
- 办公厅（新闻办公室）
- 政治部（副部级）
- 普通犯罪检察厅（第一检察厅）
- 重大犯罪检察厅（第二检察厅）
- 职务犯罪检察厅（第三检察厅）
- 经济犯罪检察厅（知识产权检察厅、第四检察厅）[註 3]
- 刑事执行检察厅（检察侦查厅、第五检察厅）[註 4]
- 民事检察厅（第六检察厅）
- 行政检察厅（第七检察厅）
- 公益诉讼检察厅（第八检察厅）
- 未成年人检察厅（第九检察厅）
- 控告申诉检察厅（第十检察厅）
- 法律政策研究室
- 案件管理办公室
- 国际合作局
- 检务督察局（巡视工作领导小组办公室）
- 计划财务装备局
- 机关党委
- 离退休干部局

### 直属事业单位
- 最高人民检察院机关服务中心
- 国家检察官学院（最高人民检察院检察官国际交流中心）
- 检察日报社
- 检察理论研究所（中国检察学研究会）
- 检察技术信息研究中心（最高人民检察院网络安全和信息化领导小组办公室）
- 北戴河检察技术保障中心

### 直属企业单位
- 中国检察出版社有限公司

### 主管社会团体
- 中国检察官协会
- 中国女检察官协会
- 中国犯罪学学会
- 中国预防青少年犯罪研究会

## 规章制度

### 检察官等级
依据《中华人民共和国检察官法》第二十一条，检察官的级别分为十二级。最高人民检察院检察长为首席大检察官，二至十二级检察官分为大检察官、高级检察官、检察官。
中华人民共和国现有首席大检察官1人、一级大检察官3人、二级大检察官41人。

## 历任领导
| 检察长 - 羅榮桓（1949年10月－1954年9月，中央人民政府最高人民检察署检察长） - 张鼎丞（1954年9月－1975年1月） - 黄火青（1978年3月－1983年6月） - 杨易辰（1983年3月－1988年4月） - 刘复之（1988年4月－1993年3月） - 张思卿（1993年3月－1998年3月） - 韩杼滨（1998年3月－2003年3月，兼中央纪委副书记〔2002年11月免兼职〕） - 贾春旺 首席大检察官（2003年3月－2008年3月） - 曹建明 首席大检察官（2008年3月－2018年3月） - 张 军 首席大检察官（2018年3月－2023年3月） - 应 勇 首席大检察官（2023年3月－） | 党组书记 - 羅榮桓（1949年10月—1954年10月，最高人民法院最高人民检察署联合党组书记） - 张鼎丞（1955年1月—1966年5月） - 黄火青（1978年5月—1983年6月） - 杨易辰（1983年6月—1988年6月） - 刘复之（1988年6月—1993年5月） - 张思卿（1993年5月—1998年3月） - 韩杼滨（1998年3月—2002年12月） - 贾春旺（2002年12月—2008年3月） - 曹建明（2008年3月—2018年3月） - 张 军（2018年3月—2023年3月） - 应 勇（2023年3月—） |

| 分管日常工作的副检察长 …… - 童建明 一级大检察官（2020年5月20日—，正部长级） | 党组副书记 - 吴溉之（1949年11月—1954年10月，最高人民法院最高人民检察署联合党组副书记） - 李六如（1949年11月—1954年10月，最高人民法院最高人民检察署联合党组副书记） - 高克林（1953年10月—1954年10月，最高人民法院最高人民检察署联合党组副书记） - 梁国斌（1955年1月—1958年1月） - 周兴（1958年1月—1962年9月） - 张苏（1962年9月—1966年5月） - 喻屏（1978年11月—1981年3月） - 王甫（1981年3月—1983年6月） - 杨易辰（1983年4月—6月） - 张灿明（1983年7月—1985年8月） - 王晓光（1985年8月—1991年7月） - 张思卿（1988年12月—1993年5月） - 肖扬（1992年5月—1993年7月） - 梁国庆（1994年3月—1997年9月） - 陈明枢（1994年3月—1997年9月） …… - 童建明（2020年5月—，正部长级） - 应 勇（2022年9月—2023年3月，正部长级） |

| 副检察长 - 李六如（1949年1月—1954年9月，中央人民政府最高人民检察署副检察长） - 蓝公武（1949年1月—1954年9月，中央人民政府最高人民检察署副检察长） - 高克林（1953年9月—1954年9月，中央人民政府最高人民检察署副检察长） - 谭政文（1954年6月—1954年9月，中央人民政府最高人民检察署副检察长） - 谭政文（1954年9月—1961年12月） - 梁国斌（1954年11月—1958年6月） - 李士英（1955年8月6日—1962年8月26日；1978年12月—1983年9月2日） - 黄火青（1955年9月—1966年5月） - 周兴（1958年6月—1962年9月） - 张苏（1962年9月—1966年8月） - 黄火星（1966年5月—1966年8月） - 喻屏（1978年5月—1982年5月） - 张制苏（1978年5月—1982年5月） - 王甫（1978年12月—1982年5月） - 陈养山（1979年2月—1982年5月） - 都占元（1979年9月—1982年5月） - 关山复（1980年2月—1982年5月） - 江文（1981年9月—1985年9月） - 冯锦汶（1982年5月—1991年12月） - 张灿明（1983年9月—1985年9月） - 王晓光（1983年9月—1991年12月） - 张思卿（1985年9月—1993年3月） - 梁国庆（1986年6月—2003年3月） - 肖扬（1990年12月—1993年7月） - 陈明枢（1991年1月—1998年3月） - 王文元（1992年3月—1998年3月） - 赵登举（1993年7月—2003年3月） - 赵虹（1993年9月—2003年3月） - 张穹（1995年1月—2003年3月） - 胡克惠（1998年3月-2003年3月） - 邱学强 二级大检察官（2001年6月—？） - 贾春旺 二级大检察官（2002年12月28日—2003年3月） - 王振川 二级大检察官（2002年12月28日—） - 孙谦 二级大检察官（2003年6月28日—2004年8月28日；2007年12月29日—） - 张耕 二级大检察官（2003年10月28日—2010年6月25日） - 朱孝清 二级大检察官（2004年8月28日—2010年3月） - 姜建初 二级大检察官（2004年8月28日—？） - 胡泽君 二级大检察官（2010年6月25日—？） - 张常韧 二级大检察官（2009年6月27日—？） - 柯汉民 二级大检察官（2009年6月27日—？） …… - 张雪樵 二级大检察官（2017年5月—，兼民革中央常务委员） - 陈国庆 二级大检察官（2018年6月—2024年9月） - 宫鸣 二级大检察官（2023年9月—） - 葛晓燕 二级大检察官（2023年10月—，兼中华全国妇女联合会副主席） - 苗生明 二级大检察官（2024年12月—） | 党组成员 …… - 葛晓燕（2023年10月—） - 张雪樵（2017年5月—） - 陈国庆（2018年6月—2024年9月） - 宫鸣（2023年9月—） - 滕继国（2024年—） - 苗生明（2024年12月—） 政治部主任 …… - 滕继国（2024年—，兼机关党委书记） 检察委员会副部级专职委员 …… - 苗生明 二级大检察官（2020年8月—2024年12月） - 史卫忠 二级大检察官（2024年1月—） |

## 驻最高检纪检监察组
中央纪律检查委员会国家监察委员会驻最高人民检察院纪检监察组，简称中央纪委国家监委驻最高检纪检监察组，是中国共产党中央纪律检查委员会、中华人民共和国国家监察委员会的派驻中华人民共和国最高人民检察院的纪检监察机构。

### 沿革
1987年，中央纪委批准最高人民检察院组建中国共产党最高人民检察院党组纪律检查组。1988年12月，设立最高人民检察院监察局，与党组纪检组合署办公。1990年，党组纪检组更名为中央纪委驻最高人民检察院纪检组。2016年1月，中央纪委统一派驻纪检机构名称，重新组建中央纪委驻最高人民检察院纪检组，不再保留最高人民检察院监察局牌子。2018年，中央纪委驻最高人民检察院纪检组改为中央纪委国家监委驻最高人民检察院纪检监察组。

### 历任领导
组长
……
- 刘炤 二级副总监察官 （2022年9月—）